# 亚速尔群岛
亚速尔（葡萄牙語：Açores），正式名称為亞速爾自治區（Região Autónoma dos Açores），是位於北大西洋中央的一個群島，葡萄牙两个自治区之一，其行政首府為聖米格爾島上的蓬塔德爾加達。該群島由九個主要島嶼組成，東距葡萄牙大陆部分約1,360公里，距里斯本约1,643公里，距非洲海岸约1925公里，距加拿大纽芬兰东南部约1,925公里。總面積達2247平方公里。
岛上的主要产业为旅游业，其次有种植业、酪农业、畜牧业、渔业。

## 历史
在科尔武岛、圣玛丽亚岛和特塞拉岛上发现地下墓穴，还有一些雕刻成岩石的土石结构，通常被认为是用作墓葬，葡萄牙考古学家努诺·里贝罗认为这些结构距今约有2000年，暗示着在葡萄牙人来到之前，这里就有人类活动。然而，这类建筑物也可能是谷仓，不过这种推测的证据不足。目前没有完全证据证明其为天然结构还是人工结构，也不能证明其为原住民所致还是15世纪葡萄牙殖民者所致。故当地原住民的存在还不是确凿的结论。

### 发现

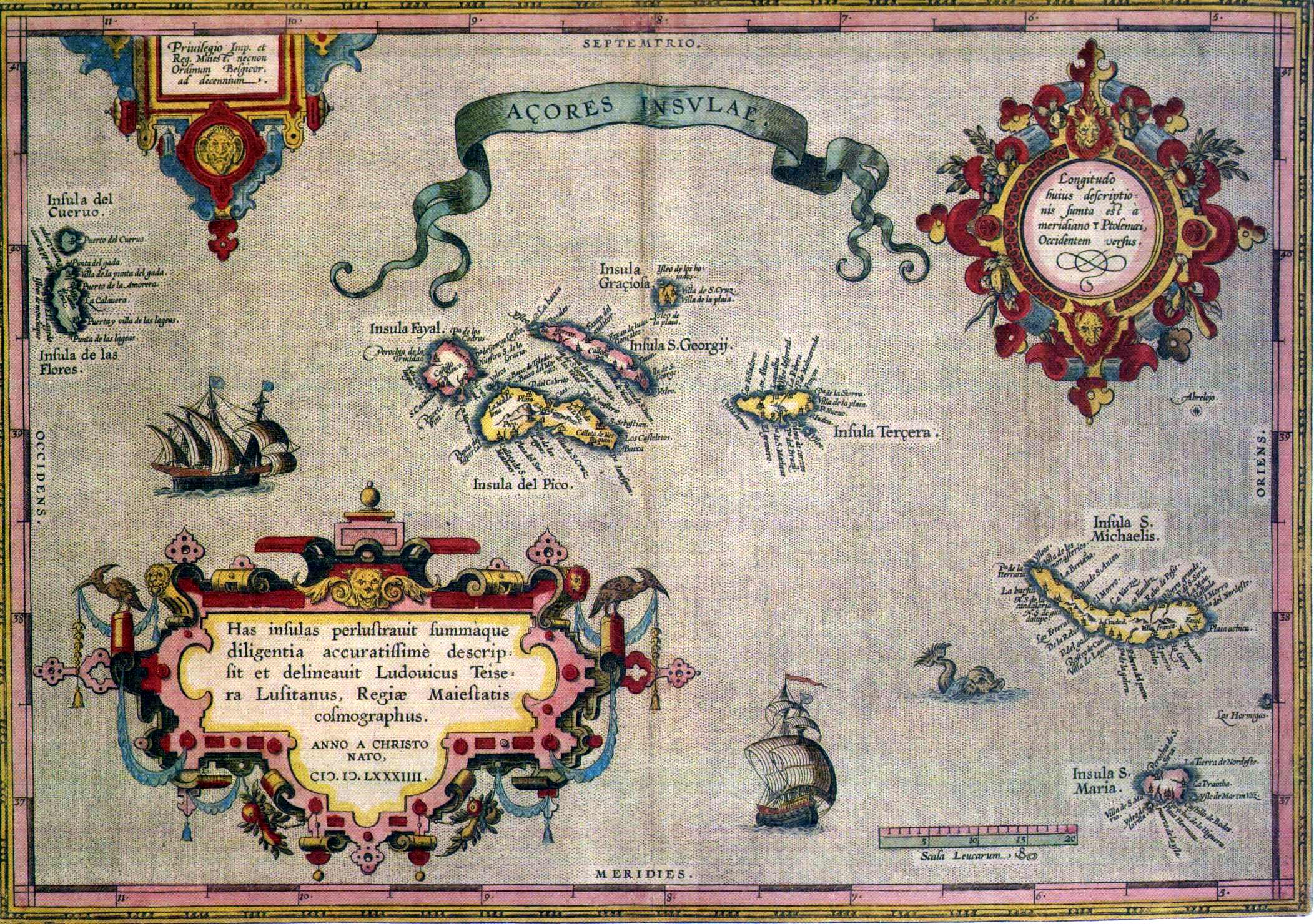
亚速尔群岛地图（1584年）

14世纪时，亚速尔群岛就已经出现在加泰隆尼亞地圖集上了，但是首先发现者已不可考证。通常认为，1427年，为恩里克供职的航海者贡萨洛·维利乌·卡布拉尔重新发现了亚速尔群岛。而在葡萄牙作家托马斯·阿西娅1813年所著的《亚速尔群岛史》中，认定来自布鲁日的佛拉蒙人約書亞·凡德爾·伯格在前往里斯本的航路上遭遇风暴，在亚速尔群岛上临时登陆，并声称这里是葡萄牙领土。当然，这些说法都没有经过严密的证实。
通常认为亚速尔群岛的名字来源于苍鹰（葡萄牙語：Açor），据说在发现亚速尔群岛时这种鸟类在岛上很常见。但如今没有发现苍鹰筑巢的痕迹，是误判了岛上其他猛禽为苍鹰所致。

### 殖民时期

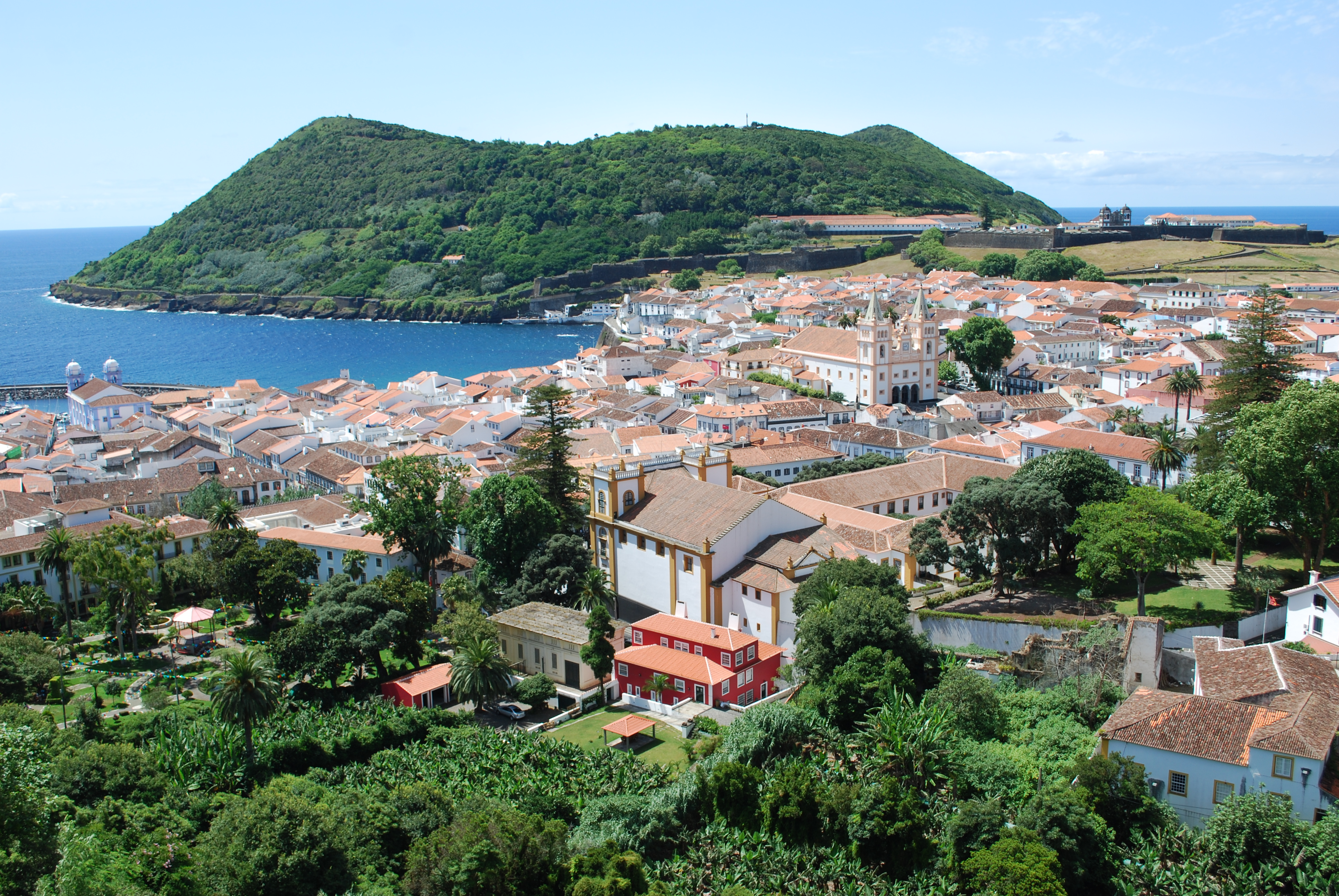
英雄港，亚速尔群岛上历史最悠久的城市，被联合国教科文组织列为世界遗产

圣玛利亚岛上没有大型动物，因此在定居者来到之前就放养了绵羊，以提供移民食物。殖民地的建设并不顺利，葡萄牙普通群众不想到距离文明如此遥远的孤岛上生活。然而贡萨洛·维利乌·卡布拉尔依然为将来的移民做着准备，用三年（1433-1436）的时间在岛上生活并收集资源。
1444年，圣米格尔岛建成了殖民地，移民大多来自埃斯雷特马杜拉省，其中许多是在葡萄牙的塞法迪犹太人，因宗教审查的缘故被驱逐于此。之后又在其他岛屿上建立了殖民地。1522年10月20日，一场大地震发生在当时圣米格尔岛的首府坎普自由镇，地震及随后发生的山崩至少造成了5,000人丧生。之后，首府便迁到了蓬塔德尔加达。蓬塔德尔加达于1546年获得城市地位。

### 伊比利亚联盟时期
1583年8月2日，葡萄牙王位继承战争的最后时期，发生了亚速尔群岛征服，西班牙的国王腓力二世派遣舰队，击败了葡萄牙王位宣称者克拉图的安东尼奥·普里奥尔以及他的境外支持者英格兰与法兰西，克拉图的安东尼奥·普里奥尔逃亡英格兰。至此，葡萄牙继承战争结束，全葡萄牙都在腓力二世的统治之下。1589年，英格兰海军到达亚速尔群岛，并将这里洗劫一空。1597年，英格兰发起了另一次远征，但最后以失败而告终。16世纪末期，亚速尔群岛与马德拉群岛逐渐人口过剩，部分人移民至巴西。直至1668年，葡萄牙王政复古战争结束，葡萄牙独立，亚速尔群岛重新回到独立的葡萄牙的统治。

### 自由者战争时期
1828年，自由者战争爆发，又称葡萄牙内战，在亚速尔群岛产生了广泛的反响。1829年，特塞拉岛决定拥护自由派的佩德罗一世和玛丽亚二世，成为葡萄牙自由派的驻地，并且建立了一个摄政会议。后来佩德罗一世在特塞拉岛组织了一支数千人的远征军，前往葡萄牙，最终成功夺取了王位。
1868年开始，葡萄牙发行了一套印有“亚速尔”字样的邮票，专用于群岛。1892年至1906年，发行了三套印有当地总督的邮票。
1836年至1976年，亚速尔群岛被分为三个行政区，如同葡萄牙本土的行政区。这一划分并没有按照群岛的地理划分，而是随意的将群岛上三个主要城市划分在不同的行政区内。
- 英雄港（葡萄牙語：Angra do Heroísmo）：包括特塞拉岛、圣若热岛、格拉西奥萨岛，首府是位于特塞拉岛的英雄港
- 奥尔塔（葡萄牙語：Horta）：包括皮库岛、法亚尔岛、科尔武岛、弗洛雷斯岛，首府是位于法亚尔岛的奥尔塔
- 蓬塔德尔加达（葡萄牙語：Ponta Delgada）：包括圣米格尔岛、圣玛丽亚岛，首府是位于圣米格尔岛的蓬塔德尔加达

### 20世纪
1926年6月，独裁者曼努埃尔·德奥利维拉·戈梅斯·达科斯塔的统治被另一位独裁者安东尼奥·奥斯卡·德·弗拉戈索·卡尔莫纳取代，达科斯塔被流放至亚速尔群岛的蓬塔德尔加达，1927年，达科斯塔已经没有什么政治野心了，就被接回了里斯本。1931年，亚速尔群岛与马德拉群岛、葡属几内亚反抗卡尔莫纳的国家专政（葡萄牙語：Ditadura Nacional），并因此爆发了短暂的叛乱。
1939年，第二次世界大战开始，葡萄牙宣布若葡萄牙的权利受到尊重，则保持中立。但由于1942年2月日本占领了葡属东帝汶，1943年10月，葡萄牙总理安东尼奥·德·奥利维拉·萨拉查将亚速尔群岛上的海军和空军基地租给盟军，自己则继续保持中立，对大西洋海战的胜利起到了一定的作用。
1944年，美军在圣玛利亚岛上建设了一个小型临时空军基地。1945年，在特塞拉岛上建设了拉日什空军基地，选址在岛屿东北部的台地上，为美军和葡军共有。冷战期间，美国海军的P-3猎户座海上巡逻机反潜作战空中编队在北大西洋巡逻，防止苏联潜艇和水面战斗舰艇潛入。
1976年，亚速尔自治区成立，廢止三个行政区。

## 地理

### 自然地理学
亚速尔群岛位于北大西洋的中部。形态上是链状，方向为西北-东南方向延伸，处于北纬36.5°-40°、西经24.5°-31.5度之间。长度大概有600公里。
亚速尔群岛位于亚速尔三叉接合部位，是欧亚板块、北美洲板块和非洲板块的会接地区。此外，亚速尔-直布罗陀转换断层从亚速尔群岛至直布罗陀海峡并延伸到地中海内部。西起亚速尔三叉接合部位，东南至亚速尔-直布罗陀转换断层有特塞拉裂谷。
| 岛屿         | 面积     | 面积     |
| 岛屿         | 平方公里 | 平方英里 |
| ------------ | -------- | -------- |
| 圣米格尔岛   | 759      | 293      |
| 皮库岛       | 446      | 172      |
| 特塞拉岛     | 403      | 156      |
| 圣若热岛     | 246      | 95       |
| 法亚尔岛     | 173      | 67       |
| 弗洛雷斯岛   | 143      | 55       |
| 圣玛丽亚岛   | 97       | 37       |
| 格拉西奥萨岛 | 62       | 24       |
| 科尔武岛     | 17       | 7        |

亚速尔群岛有九个主岛和一个岛礁群（福尔米加斯）。整个群岛从西北至东南方向绵延600多公里。
- 西群島
  - 弗洛雷斯島（Flores）
  - 科尔武岛（Corvo）
- 中群島
  - 法亚尔岛（Faial）
  - 皮库岛（Pico）
  - 圣若热岛（São Jorge）
  - 格拉西奥萨岛（Graciosa）
  - 特塞拉岛（Terceira）
- 东群島
  - 聖米格爾島（São Miguel）
  - 圣玛丽亚岛（Santa Maria）

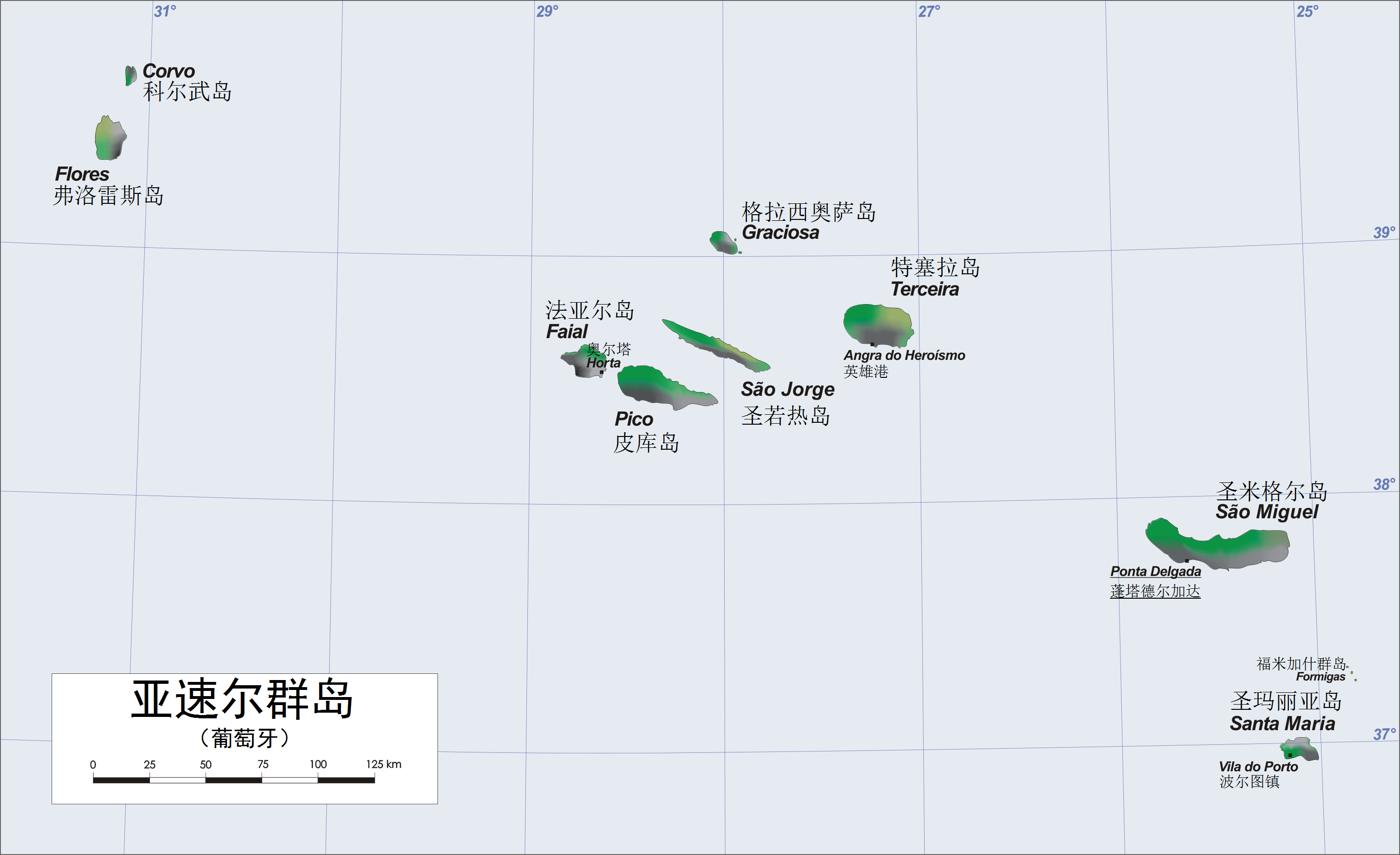
亚速尔群岛地图

亚速尔群岛中所有的岛屿都是火山岛，尽管一些岛屿如圣玛丽亚岛自从人类定居后就没有火山活动记录在案。皮库岛上的皮库山海拔2351米，是葡萄牙境内的最高点。事实上，如果从海洋底部测量至伸出大西洋海面的峰顶，亚速尔群岛中的岛屿在地球上最高山峰中排列前茅。

## 政治

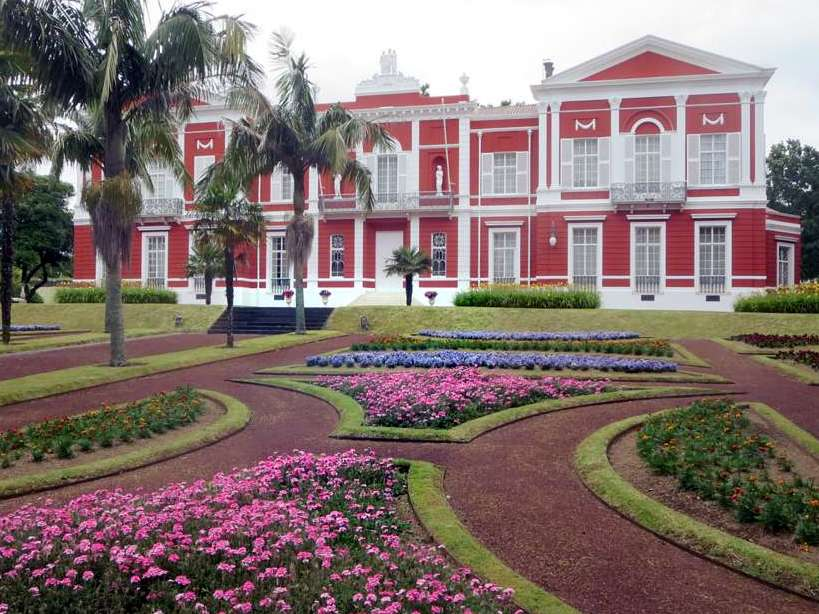
亚速尔自治区主席官邸圣安娜宫

自1976年起亚速尔群岛成为葡萄牙共和国框架下的一个自治区。在其政治行政法令及组织法下有自己的政府和自治立法机构。政府机构包括立法会和自治区政府及主席。立法会为由52个经普选产生的立法议员组成的一院制议会，议员任期为四年。自治区政府和主席对立法会负责，包括一位主席、一位副主席和七位处理日常事务的区域秘书组成。亚速尔自治区在葡萄牙部长会议中有一位由葡萄牙总统任命的代表。自从成为自治区后，行政机构位于蓬塔德爾加達，立法机构位于奧爾塔，司法机构则位于英雄港。
除了在选举法外，亚速尔群岛中的各个岛屿在法律上并无单独的地位。整个群岛划分为19个市镇。市镇再下分为几个民政堂区，科爾武鎮因其面积人口少而没有堂区。
亚速尔政治由两大葡萄牙政党主导：社会党和社会民主党。前者占据立法会的多数。CDS－人民党、左翼集團、联合民主联盟和人民君主主义党在当地也有代表。2020年自治区选举后，亚速尔自治区主席为社会民主党领袖若泽·曼努埃尔·博利埃罗。虽然社会党在自治区中占主导地位，但社会民主党传统上在市镇议会选举中更受欢迎。
作为葡萄牙的一部分，亚速尔群岛也是欧洲联盟和申根区的一部分。它也是欧盟关税同盟及增值税区域，但增值税比葡萄牙大陆地区更低。如同马德拉群岛及加那利群岛一样，亚速尔群岛是歐洲聯盟特別領域的外延地区之一。

## 经济

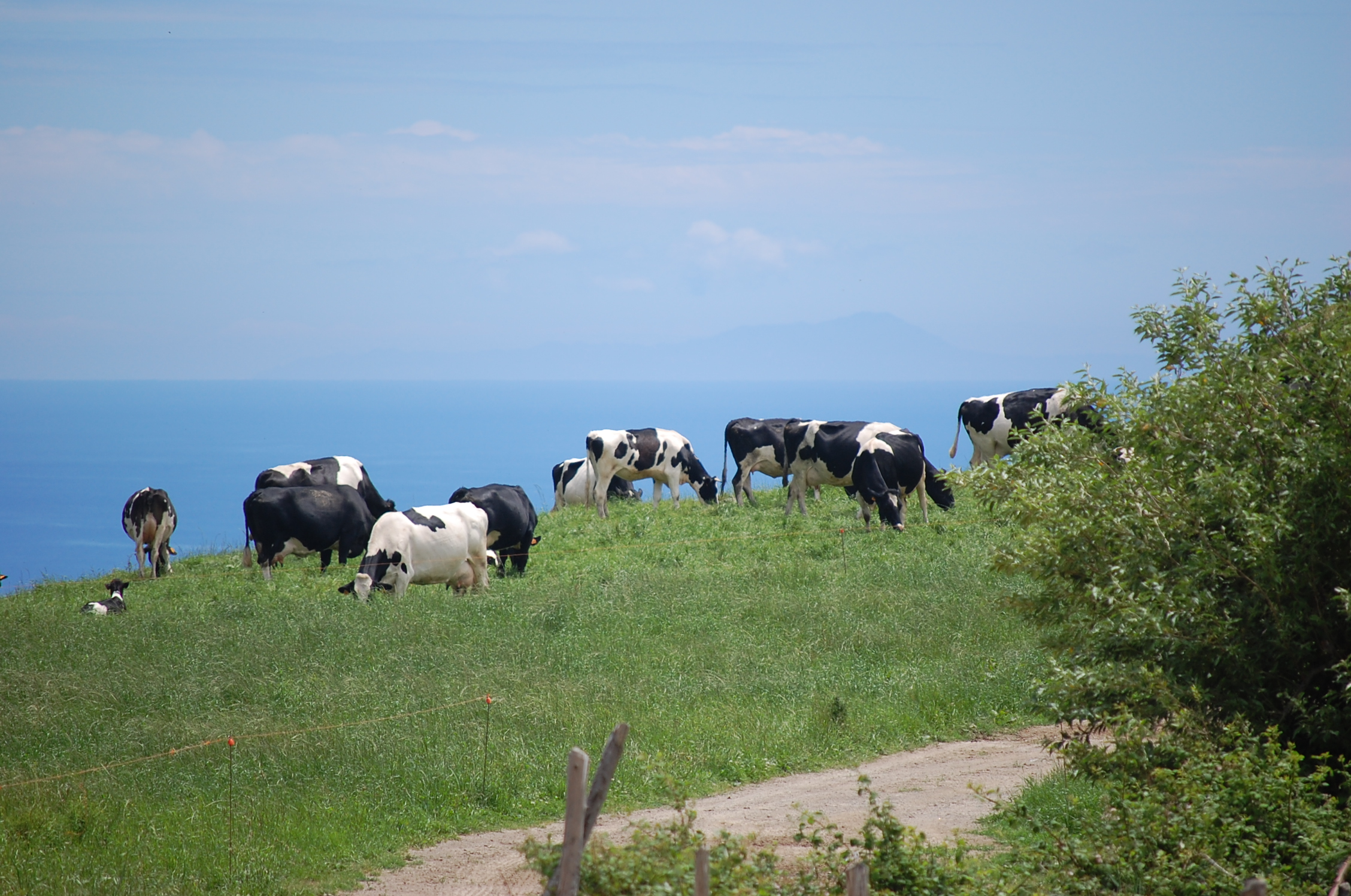
岛上放牧的牛群

亚速尔群岛的重要经济来源是农业，其中较大的生产部门是奶制品和家畜业。在圣米格尔岛有6000多个温室里种植着菠萝。
旅游业对群岛的经济也是很重要的，但是当地政府有目的地控制旅游业的发展。
2010年亚速尔群岛的国民生产总值为37.28亿欧元，人均为15,200欧元，稍低于葡萄牙的平均值，并大概是欧洲27国的平均值的76%。工业（基本上是建筑和能源领域）占生产总值的16%，并为四分之一的人口提供工作岗位。农业、渔业和打猎活动提供8.4%的收入及为11.3%的人口提供工作岗位。剩余的人口及群岛四分之一的收入来自服务业。

## 交通

### 航空
九个岛屿中每个岛屿上都有一个飞机场，尽管大部分都只是簡易飞机场而不是一般机场。在蓬塔德尔加达、奥尔塔、波尔图镇和圣克鲁什达什弗洛里什的商用航站楼是由葡萄牙机场管理机构ANA来运营的。剩下的飞机场，除拉日什飞机场之外，是由自治区政府运营的。拉日什飞机场既是一个空军基地、也是一个商用机场，它是由葡萄牙空军与美国空军一起运营的。
群岛上的机场是：
- 圣玛丽亚岛：圣玛丽亚机场（英语：Santa Maria Airport (Azores)）（LPAZ）
- 圣米格尔岛：若望·保禄二世机场（英语：João Paulo II Airport）（LPPD）
- 特塞拉岛：拉日什飞机场（LPLA）/ 拉日什空军基地（葡萄牙空军和美国空军）
- 圣若热岛：圣若热机场（英语：São Jorge Airport）（LPSJ）
- 皮库岛：皮库机场（英语：Pico Airport）（LPPI）
- 法亚尔岛：奥尔塔机场（英语：Horta Airport）（LPHR）
- 格拉西奥萨岛：格拉西奥萨机场（英语：Graciosa Airport）（LPGR）
- 弗洛雷斯岛：弗洛雷斯机场（英语：Flores Airport）（LPFL）
- 科尔武岛：科尔武机场（LPCR）

### 海运
亚速尔群岛一直有着悠久的水上交通历史来建立各个居民点之间的交流和贸易。因此造船业也得以在很多岛上发展起来。通往各主岛的载客服务在17世纪就已开始。

## 教育
亞速爾大學是该地区唯一的公立大學，成立於1976年1月9日。

## 文化

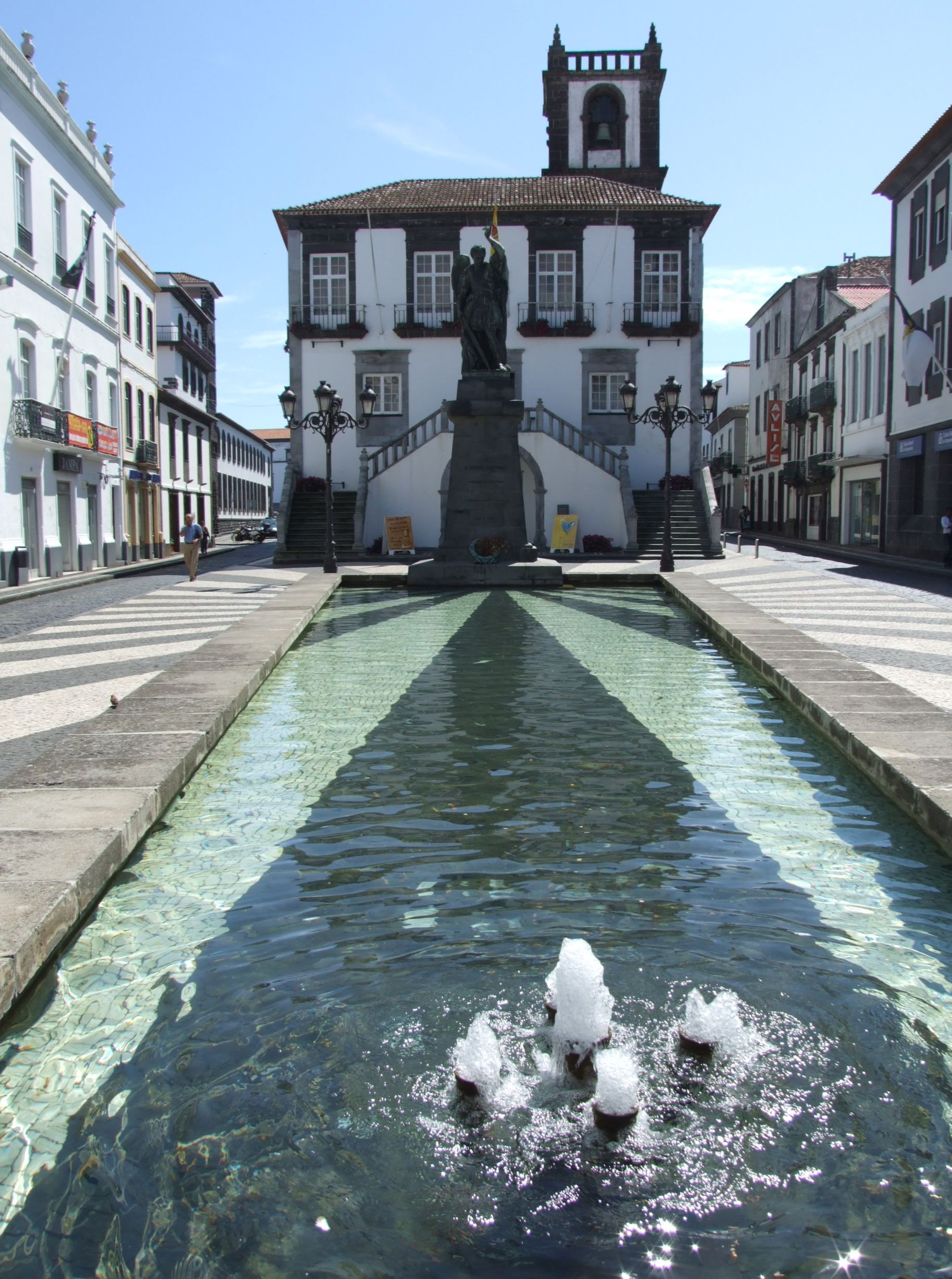
蓬塔德尔加达市政厅大楼外墙可看到黑色的火山熔岩和白色墙面

亚速尔群岛的文化主要是受到葡萄牙和法国殖民者带来的影响。跟农业和捕鲸业相关的传统也在几个世纪以来影响着群岛的文化。建筑方面极具典型的是当地火山熔岩的利用、刷成白色的墙面、以及装饰瓷砖。装饰瓷砖带有从摩尔人及佛拉芒人陶瓷技术中过来的影响。

## 外部連結
- （葡萄牙文） 亞速爾政府
- （葡萄牙文） 亞速爾旅遊局
- （简体中文） 葡萄牙旅游局：亚速尔群岛
- （英文） Google部落格－亞述群島（页面存档备份，存于）